# 旧大陆豪猪
旧大陆豪猪，即豪猪科（学名：Hystricidae），为大型的陆生啮齿动物，身上长满了刺。它们分布于欧洲南部、非洲的大部分地区、印度、东南亚等地。尽管旧大陆豪猪与新大陆豪猪都属于啮齿目的豪猪下目，牠们之间差别很大，关系并不密切。

## 分类
- 豪猪科（Hystricidae）
  - 豪猪属（Hystrix）
    - 
      - 马来豪猪（Hystrix brachyura）
      - 爪哇豪猪（Hystrix javanica）

    - 豪猪亚属（Hystrix）
      - 南非豪猪（Hystrix africaeaustralis）
      - 非洲冕豪猪（Hystrix cristata）
      - 印度豪猪（Hystrix indica）

    - 
      - 婆罗小豪猪（Hystrix crassispinis）
      - 菲律宾小豪猪（Hystrix pumila）
      - 苏门豪猪（Hystrix sumatrae）

  - †中新豪猪属（Miohystrix）
  - †异豪猪属（Xenohystrix）
  - †濕婆豪豬屬（Sivacanthion）
  - 帚尾豪猪属（Atherurus）
    - 非洲帚尾豪猪（Atherurus africanus）
    - 帚尾豪猪（Atherurus macrourus）

  - 长尾豪猪属（Trichys）
    - 长尾豪猪（Trichys fasciculata）